# Timothy Geithner
 Der er for få eller ingen kildehenvisninger i denne artikel, hvilket er et problem. Du kan hjælpe ved at angive troværdige kilder til de påstande, som fremføres i artiklen.

Timothy Franz Geithner (født 18. august 1961 i New York City, New York, USA) er en amerikansk økonom og politiker, der fra 26. januar 2009 til 25. januar 2013 fungerede som USA's finansminister under præsident Barack Obama. Han blev erstattet af Jack Lew.
Geithner blev født i New York City-bydelen Brooklyn, men levede det meste af sin barndom i udlandet, på grund af faderens arbejde. Efter sin hjemkomst til USA læste han økonomi ved Johns Hopkins University i Baltimore, Maryland. Efter endt uddannelse blev han i 1988 ansat i USA's finansministerium. Efter de følgende 20 år at have gjort karriere i ministeriet, og besiddet flere betydningsfulde poster, blev han efter præsidentvalget i USA 2008 udpeget af Barack Obama som den nye finansminister i hans regering. Han blev officielt indsat på posten den 26. januar 2009, seks dage efter at Obama var blevet taget i ed som landets 44. præsident.